# بیل دانا (فضانورد)
بیل دانا (فضانورد) (به انگلیسی: Bill Dana (pilot)) فضانورد اهل کشور ایالات متحده آمریکا بود که در ۳ نوامبر ۱۹۳۰ میلادی در پاسادینا، کالیفرنیا زاده شد. وی در مأموریت نورث امریکن ایکس-۱۵ حضور داشته است.